# Poison
Poison es una banda estadounidense de glam metal formada en 1983 en Mechanicsburg, Pensilvania. La formación más exitosa de la banda está conformada por el cantante principal y guitarrista rítmico Bret Michaels, el baterista Rikki Rockett, el bajista y pianista Bobby Dall, y el guitarrista principal y corista C.C. DeVille. La banda logró un gran éxito comercial desde mediados de la década de 1980 hasta mediados de la década de 1990 con ventas de más de 40 millones de discos y DVD en todo el mundo.
La banda es principalmente conocida por el sencillo número uno del Billboard Hot 100 "Every Rose Has Its Thorn", y por otros sencillos exitosos dentro del Top 40 entre las décadas de 1980 y 1990, incluidos "Talk Dirty to Me", "I Won't Forget You", "Nothin' but a Good Time", "Fallen Angel", "Your Mama Don't Dance", "Unskinny Bop", "Something to Believe In", "Ride the Wind" y "Life Goes On". El gran álbum debut de la banda, fue el multiplatino Look What the Cat Dragged In, lanzado en 1986, seguido de Open Up and Say... Ahh!, que fue certificado 5 veces platino en los EE. UU. Su tercer álbum consecutivo multiplatino y más vendido fue Flesh & Blood. En la década de 1990, luego del lanzamiento del primer álbum en vivo Swallow This Live, la banda experimentó algunos cambios en la formación y la caída del glam metal con el movimiento grunge. Pero el cuarto álbum de estudio de la banda, Native Tongue, aún logró el estatus de oro y el primer álbum recopilatorio de la banda, Poison's Greatest Hits: 1986–1996, fue doble platino.
La formación original se reunió para una gira de regreso nombrada Greatest Hits Reunion Tour en 1999. La banda comenzó la década de 2000 con el lanzamiento de Crack a Smile... and More!, seguido del álbum Power to the People. Lanzaron el álbum, Hollyweird, en 2002 y en 2006 la banda celebró su 20 aniversario con el álbum y gira The Best of Poison: 20 Years of Rock, que fue certificado oro y marcó el regreso de Poison a la lista Billboard Top 20 desde 1993. Los miembros de la banda han lanzado varios álbumes en solitario y protagonizado programas de telerrealidad. Desde su debut en 1986, han lanzado siete álbumes de estudio, cuatro álbumes en vivo, cinco álbumes recopilatorios y han emitido 28 sencillos en la radio. En 2012, VH1 los clasificó en el primer puesto de su lista "Top 5 Hair Bands of the '80s".

## Historia

### Look What the Cat Dragged In(1983 - 1988)
Poison (el nombre inicial del grupo fue Paris, pero no duró mucho) se formó por iniciativa del vocalista Bret Michaels y el baterista Rikki Rockett, quienes se conocieron gracias a que Rikki era el estilista de la hermana de Bret. Ambos formaron parte de un grupo denominado The Spectres. Posteriormente reclutaron al bajista Kuykendall, más conocido como Bobby Dall y al ex guitarrista de Dirty Angel, Matt "Ko Ko" Smith. Con esta alineación ahora bajo el nombre de Poison grabaron un demo, el cual incluía las canciones: "Rock Like a Rocker", "Razor's Edge" y "Steal Away". El productor Kim Fowley (conocido por grabar los discos de The Runaways, entre otros más) convenció al grupo de mudarse a Tinseltown en marzo de 1984. Poison entonces se preparó para grabar lo que debía ser su álbum debut, sin embargo, las relaciones entre el grupo con Fowley no funcionaron y el proyecto quedó enlatado. Pese a todo, Poison empezó a presentarse en el circuito de clubs de Los Ángeles con todo su espectáculo. Poison (entonces manejados por Vicky Hamilton) no tardaría mucho de hacerse de un buen número de seguidores gracias al carismático Bret Michaels y de llamar la atención de la gente de Atlantic Records, para quienes la banda grabaría otro demo bajo el mando de Jim Faraci. Las canciones que formaron parte de este demo fueron: "#1 Bad Boy", "Want Some, Need Some" y "Blame It on You". Al final Atlantic decide no firmar a la banda. La frustración del grupo al no conseguir el contrato con Atlantic se incrementaría por la salida de Matt Smith. El guitarrista decidió dejar al grupo y regresar a Mechanicsburg para estar con su novia, quien estaba esperando el primer hijo de ambos. Más adelante Smith formaría parte del grupo The Syn DCats. De inmediato el grupo realizó audiciones para encontrar a su nuevo guitarrista. Entre los que audicionaron se encontraba Slash, quien posteriormente alcanzaría fama como guitarrista de Guns N' Roses. El elegido para el puesto fue el ex-St. James y Screaming Mimi, C.C. DeVille. Finalmente con esta formación, Poison estaba listo para sacar su álbum debut para la pequeña compañía Enigma Records, subsidiaria de Capitol Records. 
En 1986, con un presupuesto de 23.000 dólares, lanzaron su álbum debut llamado Look What the Cat Dragged In, producido por Ric Browde. Dando a conocer en agosto su primer sencillo denominado "Cry Tough", posteriormente con los hits: "Talk Dirty to Me", "I Want Action" y "I Won't Forget You", alcanzaron la notoriedad que deseaban. La fuerte rotación del vídeo de "Talk Dirty to Me" en MTV, conseguiría de colocar al disco en las listas del Billboard. Para promocionar el álbum, Poison salió de gira siendo telonero de grupos como Quiet Riot, Loudness y Cheap Trick.
Finalmente en 1986, realizan su primera gira mundial llamada Look What the Cat Dragged In Tour, contando con la colaboración de artistas como Ratt, Cinderella y Loudness. En 1987 se presentaron en los premios MTV Video Music Awards, también participan en el especial MTV New Year's Eve el 31 de diciembre de 1987 interpretando "Talk Dirty to Me" y "Rock and Roll All Nite".

### Open Up and Say... Ahh!(1988 - 1990)
Una vez que la banda estuvo lista para entrar al estudio de grabación, surgió el rumor de que Paul Stanley (Kiss) sería el productor del segundo álbum del grupo (el cual en ese entonces tenía planeado titularse Swallow This. Estos rumores empezaron a circular desde que el vocalista de Kiss tocara junto a Poison durante el Texxas Jam '87. Finalmente esto no sucedió, al parecer por los compromisos de Stanley con Kiss. Aun así, Poison se daría el lujo de grabar el himno de Stanley y compañía, "Rock and Roll All Nite" para la banda sonora de la película Less Than Zero.
En 1988, la banda lanza su segundo álbum titulado Open Up and Say... Ahh!, producido por Tom Werman (Cheap Trick, Mötley Crüe). El disco incluyó los éxitos: "Nothin' but a Good Time", "Fallen Angel", "Every Rose Has Its Thorn" y "Your Mama Don't Dance", de Loggins and Messina. Mientras que los videos de "Nothin' but a Good Time", "Your Mama Don't Dance" y "Fallen Angel" se colocaron alto en las listas de popularidad de la cadena MTV. En relación con el video de "Fallen Angel", Bret Michaels se involucró de manera sentimental con la modelo de este video, Susie Hatton.
En la gira Open Up and Say Ahh! Tour contaron con la participación de artistas como David Lee Roth, Tesla, Lita Ford y Britny Fox. En el especial MTV New Year's Eve de 1988, Poison interpretó éxitos como "Fallen Angel" y "Every Rose Has Its Thorn", recibiendo el premio a la Mejor Banda del Año.
Por otra parte, Sanctuary Music, la antigua empresa representante de Poison, presentó una demanda por incumplimiento de contrato de 45,5 millones de dólares contra la banda. Poison respondió con cargos de mala gestión de fondos. Un grupo llamado Easy Action presentó una demanda, alegando que Poison robó el coro de su canción "We Go Rocking" para hacer uso en su sencillo "I Want Action". Dándose un acuerdo financiero no especificado por el presunto plagio en 1989. DeVille estimó la cantidad en 25.000 dólares en una entrevista de radio de 1994.

### Flesh & Blood(1990 - 1993)
A principios de 1990 salió a la venta el primer video-home del grupo titulado Sight for Sore Ears. Este vídeo incluía los ocho vídeos de Poison extraídos de sus dos primeros discos, además de comentarios del propio Bret Michaels. En ese mismo año, Poison daría sus primeros conciertos en Reino Unido. La banda se presentó en el Marquee Club de Londres y el Rock City en Nottingham. Posteriormente se presentarían ante más de 72.000 fanáticos como parte del festival Monsters of Rock junto a Whitesnake, Aerosmith, The Quireboys y Thunder.
El tercer álbum de la banda llegó en 1990, titulado Flesh & Blood, (producido por el mega-productor Bruce Fairbairn, conocido por sus trabajos con Bon Jovi y Aerosmith). De este disco sobresalieron los sencillos: "Unskinny Bop", "Something to Believe In", "Ride the Wind", "Life Goes On", también como quinto y último sencillo del álbum lanzaron "(Flesh & Blood) Sacrifice" en julio de 1991. El vídeo de "Flesh & Blood (Sacrifice)" fue prohibido en MTV debido a su alto contenido explícito, pero más tarde salió a la luz en su segunda compilación de vídeo, Flesh, Blood, & Videotape.
En 1990 se dio inicio a la gira Flesh & Blood World Tour, teniendo como invitados inicialmente a Warrant, hasta que las fricciones entre ambas bandas, forzaron a esta última a tener que retirarse en pleno tour, en medio de una guerra de declaraciones. Entre los otros artistas que participaron durante esta gira estuvieron Don Dokken, Alice In Chains, BulletBoys, Trixter y Slaughter. Dando conciertos en diferentes partes del mundo, el concierto de Reno Club en Reino Unido resultó ser uno en particular especial cuando se les unieron en el escenario Jimmy Page (Led Zeppelin) y David Coverdale (Whitesnake). También en 1990, Poison apareció en el programa MTV Unplugged haciendo versiones acústicas de temas como "Talk Dirty to Me", "Your Mama Don't Dance", "Unskinny Bop" y "Every Rose Has Its Thorn".
Para mediados de 1991 las tensiones en el interior del grupo empezaron a incrementarse forzando al grupo a tener que admitir que tanto Bobby Dall como C.C. DeVille se encontraban en clínicas de rehabilitación por su adicción a las drogas. El grupo canceló varias presentaciones, dando origen a los rumores sobre la posible disolución de la banda, en especial tras la cancelación de un festival en Islandia. En esta ocasión DeVille se molestó porque según él, no fue informado de la cancelación de este evento y tomó un avión para asistir a la presentación. Finalmente la ruptura de C.C. con el grupo se daría durante una presentación especial para la cadena MTV, en la que la banda debía interpretar la canción "Unskinny Bop". Pero C.C. DeVille, con el cabello teñido de rojo y bajo los efectos de la droga, se rehusó a tocarla. En los ensayos para la entrega de los premios interpretaba mal la canción. Cuando llegó el momento de tocarla en la entrega (con difusión televisiva a nivel mundial), C.C. DeVille empezó a tocar el acorde de otra canción. El resto de la banda se vio obligada entonces a tocar la canción "Talk Dirty to Me", cambiando lo inicialmente planeado. Durante el show, DeVille no tocó bien, pisó su cable y lo desconectó mientras su presentación en vivo seguía. Las cosas empeoraron cuando C.C. DeVille se peleó con Bret Michaels en los camerinos, dando como resultado su expulsión de la banda.
En noviembre salió a la venta el disco doble Swallow This Live. Para promocionar este nuevo álbum se tenía pensado un video para la canción "So Tell Me Why", en el cual se incluía a todo el grupo. Sin embargo, tras la salida de C.C., en el vídeo solo aparece Bret Michaels. Luego de su salida, DeVille inició un grupo de Jazz fusión denominado The C.C. DeVille Experience. A los pocos meses después, el guitarrista se encontraba trabajando en un nuevo proyecto con el baterista Carmine Appice (Vanilla Fudge, Cactus, King Kobra) y el bajista Jimmy Bain (Rainbow, Dio). Este proyecto no duraría mucho y terminó el año de 1992. Por su parte Bobby Dall ponía al resto del grupo en un descanso obligatorio al lastimarse sus dedos en un accidente. El bajista aprovechó su tiempo para dedicarse a su primer hijo, Zachary Brandon Dall, quien acababa de nacer. Además en ese lapso llegó a producir al grupo originario de Los Ángeles, Rozy Coyote. Bret Michaels por su parte aprovechó su tiempo libre tocando junto al grupo Hollywood Gutter Cats, además de componer y producir el álbum de debut de su novia Susie Hatton, Body and Soul. Michaels también colaboró durante ese tiempo con algunas canciones para Stevie Nicks y Tuff, además de participar como actor invitado en la serie de televisión "Burke's Law".

### Native Tongue(1993 - 1996)
Poison estaba bajo presión de su discográfica para el lanzamiento de un nuevo álbum además de conseguir un nuevo guitarrista. Muchos nombres se mencionaron como posibles candidatos para este puesto, George Lynch (Dokken) y Blues Saraceno eran algunos de los que se mencionaban. Finalmente el elegido fue el guitarrista de apenas 21 años Richie Kotzen. A pesar de su corta edad, Kotzen tenía en su haber 3 álbumes con la discográfica Shrapnel Records, además de ir de gira abriendo los conciertos de artistas como The Fabulous Thunderbirds, Gregg Allman y The Smithereens. Rápidamente Poison se metió al estudio con su nuevo guitarrista para grabar su nuevo álbum originalmente titulado Resurrection, bajo la producción de Richie Zito.
Finalmente para 1993, salía Native Tongue. Este nuevo álbum resultó ser una verdadera sorpresa para los fanáticos, la inclusión de Richie Kotzen en la banda era notable en el nuevo sonido. Sin duda este era el mejor trabajo de Poison hasta la fecha. Pese a la gran calidad, la recepción fue bastante fría, en parte porque el mercado americano ahora se encontraba concentrado en el movimiento Grunge, surgido apenas dos años atrás. Se promocionaron tres sencillos: "Stand", el cual contaba con la participación del coro de la Iglesia A.M.E., mismos que aparecen en el videoclip, "Until You Suffer Some (Fire and Ice)" y "Body Talk". El vídeo de "Stand" estuvo dentro de los primeros 10 en el programa MTV's Most Wanted. El segundo sencillo, "Until Suffer Some (Fire and Ice)" se colocó dentro del Top 20 del Billboard Hot 100.
Pese a tener todo en contra, Poison se embarcó de nueva cuenta en su gira llamada Native Tongue World Tour, teniendo como teloneros a artistas como Damn Yankees, Firehouse y Wild Boyz. Dando conciertos por los Estados Unidos e Inglaterra, incluso la banda apareció en programas como el de David Letterman y Arsenio Hall. El concierto de Poison en el Hammersmith Apollo en el Reino Unido fue grabado para ser editado en un nuevo videohome, el cual fue titulado Seven Days Live. Desafortunadamente los problemas dentro del grupo aparecieron de nuevo cuando se descrubrió que Kotzen tenía una relación secreta con la novia de Rikki Rockett, por lo cual fue inmediatamente despedido. El guitarrista Kotzen regresó a su carrera como solista y al momento de salir de Poison se estuvo comentando la posibilidad de entrar al grupo The Black Crowes. Esto nunca sucedió, pero para 1999 entró a Mr. Big en lugar de Paul Gilbert. Bret Michaels también puso en riesgo el futuro de la banda cuando sufrió un grave accidente en su Ferrari.
Por su parte, DeVille firmó un acuerdo con Hollywood Records, la compañía propiedad de Disney. El guitarrista formó una banda con el ex-baterista de Kingdom Come, James Kottak y el bajista original de Warlock, Tommy Henriksen. DeVille tenía pensado como vocalista a Mats Levén (Treat, ex-Swedish Erotica) para completar el grupo pero el proyecto finalmente se disolvió. DeVille también formó otro grupo llamado Needle Park, con los ex-Sweet Savage, el vocalista Joey C. Jones y el bajista Adam Hamilton, pero este grupo también tuvo una duración bastante corta. Adam Hamilton regresó al grupo Joe 90 y posteriormente formaría parte de L.A. Guns. Poco después, DeVille volvió a su tratamiento para librarse de la adicción a las drogas, el cual seguiría varios años.
De regreso a Poison, el guitarrista Blues Saraceno entró para reemplazar a Richie Kotzen ya hacia finales de 1993, Saraceno fue la primera elección para sustituir a C.C. DeVille. Junto con el nuevo guitarrista, salieron de gira por primera vez a Latinoamérica, dando una serie de conciertos en México, Brasil, Venezuela, Chile y Argentina con gran éxito. Después de esta gira de tres semanas, Saraceno fue anunciado de manera oficial como parte de Poison. Pronto se iniciaron los planes para un nuevo álbum.
Bret empezó a trabajar en una película que el mismo había escrito, A Letter from Death Row, la cual sería acompañada por su respectivo álbum. No hacía mucho que Bret había hecho su debut como actor haciendo el papel de una estrella de rock llamado Roger Cooper para la serie dramática Burke's Law. A Letter from Death Row fue producida junto con su socio, el actor Charlie Sheen, quien hace una aparición especial dentro de la película al igual que su padre Martin Sheen. Michaels también estuvo en la mira de los tabloides al empezar a salir con la estrella de Baywatch, Pamela Anderson. La pareja incluso inició un negocio juntos al abrir un restaurante junto con el actor de Picket Fences, Costas Mandylor. El escándalo no fue ajeno a la pareja cuando se empezó a difundir un vídeo de ambos teniendo relaciones sexuales. El hecho inició una serie de batallas legales para demandar al responsable de la comercialización de este vídeo. Michaels no duraría mucho con Pamela y al poco tiempo la actriz iniciaría una nueva relación con el batería de Mötley Crüe, Tommy Lee.

### Crack a Smile... and More!(1996 - 2002)
Poison entró a los estudios para grabar su quinto álbum, Crack a Smile, bajo la producción de John Purdell y Duane Baron, reconocidos por su trabajo con Ozzy Osbourne y Alice Cooper. Este nuevo disco fue realmente satisfactorio para los integrantes de Poison, lograron llevar más allá el sonido obtenido en Native Tongue pero sin perder el toque distintivo de Poison. Crack a Smile tenía sencillos potenciales, como la canción "Best Thing You Ever Had", "Doin' as I Seen on My TV", "That's the Way (I Like It)", "Sexual Thing", "Mr. Smiley" y la versión de Dr. Hook & the Medicine Show, "Cover of the Rolling Stone".
Para mala fortuna y pese a la gran calidad de este nuevo álbum, Capitol Records optó por enlatarlo y en su lugar editó la recopilación Poison's Greatest Hits: 1986–1996, la cual incluía todos los grandes éxitos de Poison además de los temas "Sexual Thing" y "Lay Your Body Down" de las sesiones de Crack a Smile como Bonus tracks. La decisión de Capitol fue muy decepcionante, tanto para el grupo como para los fanáticos. Algunos seguidores lograron hacerse de copias de este álbum, convirtiéndose en una pieza muy apreciada por los coleccionistas y usuarios del Internet. Durante un buen tiempo este álbum fue conocido como "The Lost Album" (el álbum perdido). Con el disco de éxitos en el mercado en lugar del que habían grabado, Poison decidió tomarse un descanso. Blues Saraceno optó por salir de la banda para dedicarse a otros proyectos. Uno de ellos fue el grupo Gorgeous George, el cual formó poco después de su salida del grupo. Saraceno también estuvo durante un corto tiempo en la banda de heavy metal UFO antes de que estos regresaran con su guitarrista original, Michael Schenker. Por su parte Rikki Rockett se mantuvo ocupado dentro del mundo de los Cómic.
Entre los años 1995 y 1996, Rikki puso a la venta la serie "Sisters of Mercy", en donde los personajes principales estaban inspirados por su novia Malina y su hermana Mariah. Se planeó también una línea de figuras de acción inspiradas por la serie. Próximo a editar la película A Letter from Death Row y su respectiva banda sonora, Michaels siguió con su interés en el mundo del cine, haciendo apariciones especiales en películas como In God's Hands, filmada en localizaciones de Bali. Michaels también tenía programado aparecer en Celebrity Pizza, Last Child (junto a Martin Sheen, Charlie Sheen y Tía Carrere), además de un episodio de la serie erótica de televisión "Red Shoe Diaries" junto con su novia, la actriz y modelo Kristi Gibson.
El 16 de agosto de 1997, Michaels dio su primer concierto como solista en el club Billboard Live en el Sunset Strip de Hollywood y estrenó material de su álbum como solista. La banda que lo acompañó en ese momento estaba formada por los guitarristas Cliff Calabro y Gabriel Moses, el teclista Lorenzo Pryor y el batería Brett Chassen. Finalmente para el verano de 1998, Michaels editó el álbum A Letter from Death Row bajo su propia compañía, Poor Boy. En el disco participaron sus compañeros en Poison, C.C. DeVille y Rikki Rockett.
Para 1998 C.C. DeVille ya estaba de vuelta en Poison por lo que surgieron los rumores sobre una posible gira junto a Whitesnake, Def Leppard y Mötley Crüe. Fue hasta el año siguiente en 1999 cuando finalmente se organizó la gira Greatest Hits Reunion Tour, teniendo como bandas teloneras a Ratt, Great White y L.A. Guns. La reunión coincidió con el reconocimiento otorgado por la BMI a la canción "Every Rose Has Its Thorn" por ser emitida más de un millón de veces por la radio americana. También para ese entonces el álbum Poison's Greatest Hits: 1986–1996 llegaba al millón de copias vendidas, superando por mucho a discos similares de sus contemporáneos. Con esto, Poison sobrepasaba los 10 millones de discos vendidos tan solo en los Estados Unidos.
En ese mismo año, se estrenó por la cadena VH1 el especial "Behind the Music" de Poison, en el cual sus integrantes contaban su propia historia desde sus inicios y con todos sus problemas. El especial contaba con escenas en vivo grabadas durante un concierto en Detroit de su actual gira. El programa fue visto por 5,1 millones de televidentes el día de su estreno. Durante esta gira se grabaron un par de conciertos con la intención de editar un nuevo álbum en directo, en el cual se incluirían 5 temas nuevos de estudio. El título inicial de este álbum fue Live Plus 5. Para los temas de estudio se estuvieron barajando los nombres de diversos productores, entre ellos el de Bob Ezrin (Pink Floyd, Alice Cooper, Kiss) pero finalmente la producción correría a cargo del productor Richie Zito quien trabajó con ellos previamente en el álbum Native Tongue. Para cuando la gira terminó, C.C. ya había formado un nuevo grupo llamado The Stepmothers, firmando contrato con Portrait Records, dirigida por el gurú del AOR, John Kalodner para Sony Music. Poco después DeVille le cambió el nombre a Samantha 7. La insistencia de DeVille para que su nuevo grupo formara parte de la siguiente gira de Poison, creó nuevas fricciones dentro de la banda, dando por resultado la salida por segunda vez del guitarrista. De inmediato se rumoreó la inclusión de Tracii Guns (L.A. Guns) en la banda, pero un par de semanas después C.C. DeVille estaría de regreso. A la par, Rockett empezó con los preparativos de un álbum de covers con temas de conocidas bandas de Glam rock de los setenta. Bajo el título de Glitter for Your Soul, Rikki invitó a diferentes músicos para que lo asistieran en esta nueva aventura, entre ellos Bret Michaels, Blues Saraceno, Chuck Garric (bajista de Dio), John Corabi (Union, ex-Mötley Crüe) y Jizzy Pearl (Love/Hate, L.A. Guns, Ratt). El 2000 vería por fin la salida del denominado "álbum perdido". Crack a Smile... and More! salió a la venta gracias al interés que había despertado Poison en los últimos años y a la insistencia de los aficionados para que este álbum fuera editado de manera oficial. Además de los 12 temas que originalmente formaban el disco, se incluyeron los temas "One More for the Bone" y "Set You Free", además de un demo sin finalizar de estas mismas sesiones. También apareció en este álbum la canción "Face the Hangman" la cual era originalmente un lado B del álbum Open Up and Say... Ahh! editado solo en Europa y también 4 de los 6 temas interpretados en el MTV Unplugged de 1990.
Poison también dio a conocer el álbum en vivo Power to the People bajo el propio sello de la banda, Cyanide Music. Fue su primer disco con DeVille en nueve años. El álbum contenía cinco nuevas canciones de estudio: "Power to the People", "Can't Bring Me Down", "The Last Song", "Strange" y "I Hate Every Bone in Your Body but Mine", este último marcaba el debut en la voz principal de C.C. DeVille en un álbum de Poison. El resto del álbum contó con las actuaciones en directo de la gira Greatest Hits Reunion Tour en 1999.
Seguido de una nueva gira denominada Power to the People Tour, ahora con los grupos Cinderella, Dokken y Slaughter como teloneros. La alta asistencia de público llamó la atención de propios y extraños, demostrándole a muchos detractores que Poison podía llenar grandes arenas, mientras que muchos artistas de moda no lo podían hacer. Durante uno de los conciertos Poison filmó su primer vídeo en más de 6 años para la canción "Power to the People". Dicho vídeo pudo ser visto únicamente vía Internet. En ese mismo año salió a la venta el álbum tributo Show Me Your Hits: A Salute to Poison, producido por el propio Bret Michaels y que contaba con la participación de artistas como Bruce Kulick (Union, ex-Kiss), Slaves on Dope, el actor Pauly Shore (con una cómica versión de "Unskinny Bop"), Total Chaos, Mark Kendall (Great White), entre otros más. Para el final de la gira, DeVille y su banda Samantha 7, ya tenían su álbum a la venta y una gira por diversos clubs de la unión americana e incluso algunos lugares en el Reino Unido y Europa. Lamentablemente el álbum no tuvo la respuesta esperada y a la banda le fue terminado su contrato junto a otros artistas firmados por Portrait Records como Cinderella y Pat Benatar.
El 2001 Poison también tendría una gira para el verano, la gira Glam, Slam, Metal, Jam Tour, con la participación de Warrant, Quiet Riot, Enuff Z'Nuff, además de Vince Neil, Great White y BulletBoys en algunas fechas selectas. La inclusión de Warrant en la gira de Poison fue emocionante para muchos aficionados, pero quedó claro que las diferencias entre ambas bandas aún estaban presentes. El baterista Rikki Rockett tuvo algunos altercados con el baterista de Warrant, Mike Fasano. Este tour daba inicio durante el mes de mayo en Texas, la gira incluía una parada en el festival Little River Rockfest junto a grupos del prestigio de Styx y Survivor. Durante este año Poison sólo editó una canción para promocionar la gira, "Rockstar", la cual estuvo disponible de manera gratuita a través de su website. Por su parte, Capitol Records puso a la venta un DVD titulado Poison Greatest Video Hits, con todos los vídeos hechos por Poison incluyendo el de la canción "Power to the People". Para mala fortuna del grupo, al transcurrir la gira, el bajista Bobby Dall tuvo que ser intervenido quirúrgicamente de emergencia debido a una lesión en la parte alta de la espalda en el Centro Médico de la Universidad de Nebraska. Un total de 22 conciertos tuvieron que ser cancelados debido a esta razón. A Bobby Dall le fue ordenado reposo total durante un lapso de casi 5 meses. Para finales de este año, Poison ya se encontraba en el estudio de grabación preparando su primer álbum de estudio completo junto a C.C. DeVille en más de una década. Casi a la par, Bret Michaels estuvo trabajando en su nuevo álbum como solista, que saldría después del de Poison.

### Hollyweird(2002 - 2007)
Producido por Thom Panunzio, Hollyweird salió a la venta en la primera mitad del 2002. El primer sencillo de este álbum fue un cover de The Who, "Squeeze Box". Esta canción la solía tocar Poison en sus inicios, cuando aún eran conocidos como París. El álbum fue recibido con reacciones diversas por parte de los críticos y de los fanáticos. "Squeeze Box" se colocó de manera regular en las estaciones de radio del género.
Para la gira correspondiente nombrada Hollyweird World Tour, Poison volvió a tener a Cinderella y haciendo su aparición por primera vez estuvieron Winger y Faster Pussycat. La gira inició el 16 de mayo en Tupelo. Por cuarta ocasión, la gira fue un éxito. En Clarkston, Míchigan tuvieron una asistencia de 15 mil personas y en Milwaukee, Wisconsin de 13 mil. La influencia de Poison en las bandas nuevas quedó de manifiesto cuando en el PNC Bank Arts Center en Holmdel, Nueva Jersey, los cuatro integrantes de la banda de Nu metal, Drowning Pool, subieron junto a Poison al escenario para una versión del clásico de Kiss, "Rock and Roll All Nite".

### Poison'd!(2007)
En 2007, y gracias a una sugerencia de Capitol Records, Poison entró al estudio a grabar un disco de covers que se titula Poison'd!, bajo la producción de Don Was. Este disco contiene versiones de Alice Cooper, The Romantics, Sweet, David Bowie, The Rolling Stones, The Cars, Kiss, The Who, y Tom Petty, entre otros.

## Miembros

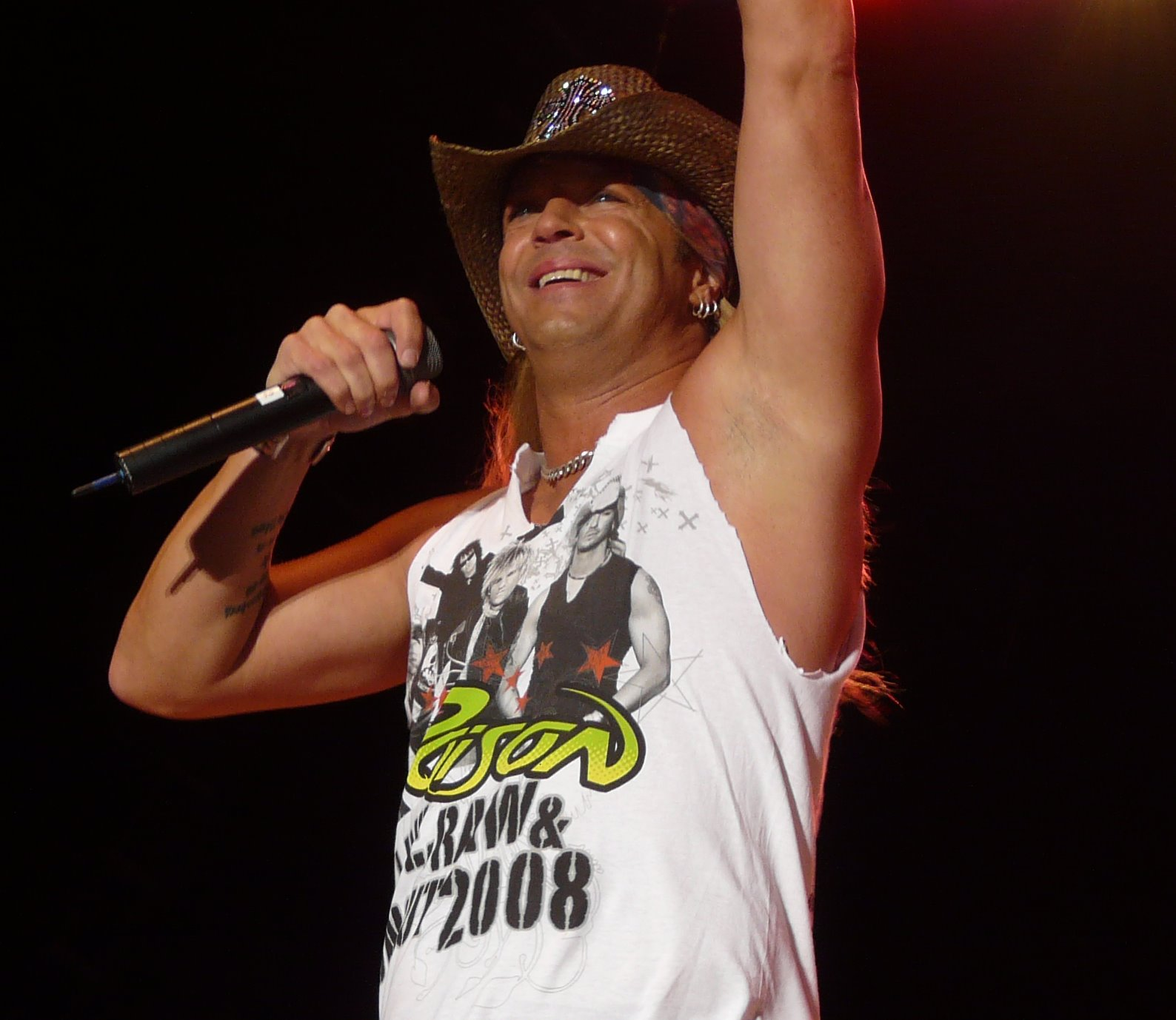
Bret Michaels Voz, guitarra rítmica (1983-presente).
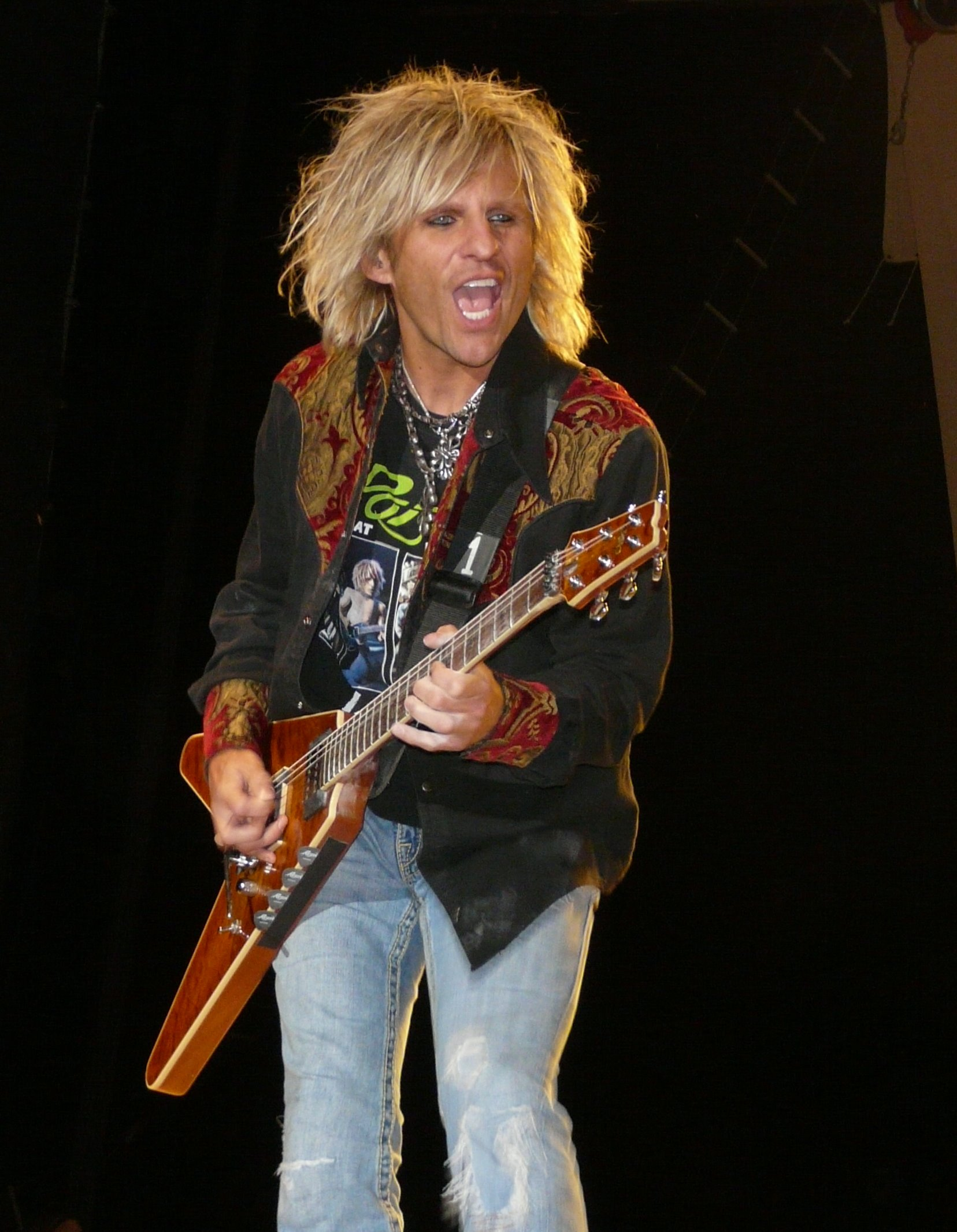
C.C. DeVille Guitarra solista, coros (1985-1991, 1996-presente).
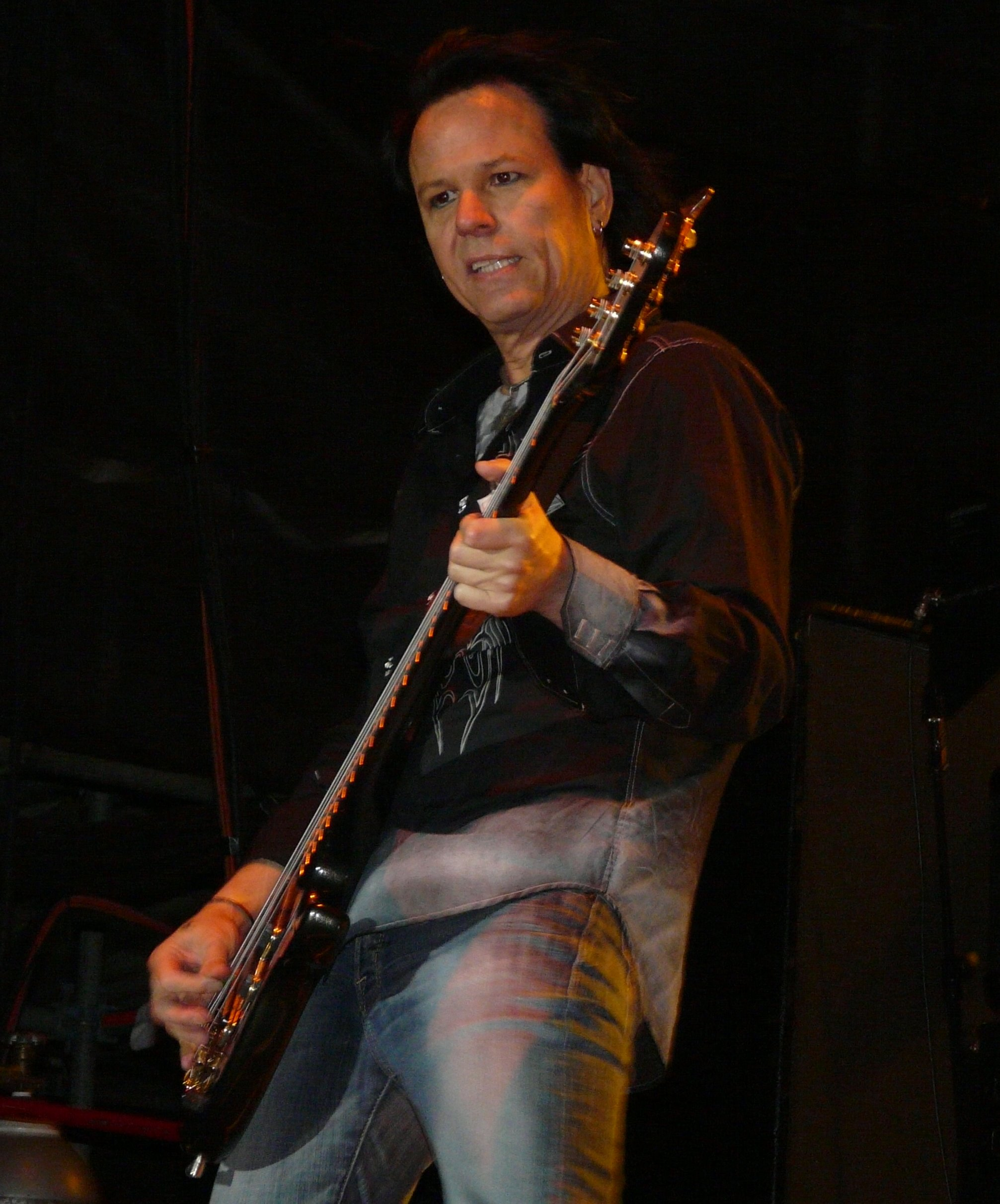
Bobby Dall Bajo, coros (1983-presente).
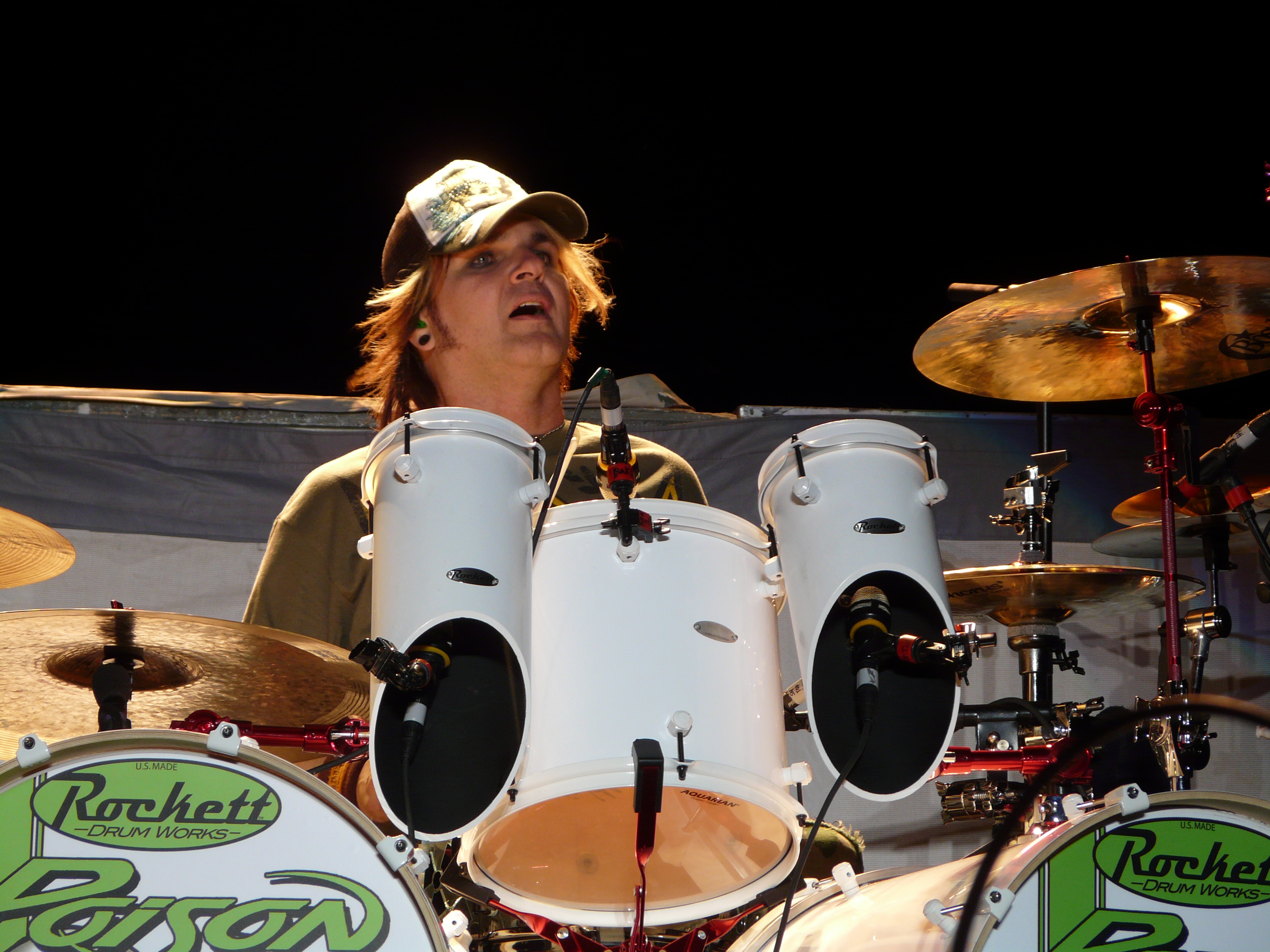
Rikki Rockett Batería, coros (1983-presente).

### Miembros de Tour
- Mark Konrad - Teclados (1990-1991).
- Rick Marty - Guitarra, coros (1991).
- Stu Simone - Teclados, keytar, sintetizador, programación, coros (1999-2000).
- Will Doughty - Teclados, coros (2007-presente).

### Miembros anteriores
- Matt Smith - Guitarra solista y coros (1983-1985).
- Richie Kotzen - Guitarra solista, mandolina, dobro, teclados y coros (1991-1993).
- Blues Saraceno - Guitarra solista y coros (1993-1996).

### Colaboradores de Tour
- Tracii Guns - Guitarra, coros (2000).
- John Purdell - Teclados, coros (2002).
- Bobby "Tango" Gibb - Batería, percusión (2009, 2012).
- Fred Coury - Batería, percusión (2009).
- Phil Collen - Bajo, coros (2009).
- Hugh McDonald - Bajo, coros (un espectáculo en agosto de 2009).
- Eric Brittingham - Bajo, coros (2009).

Línea de tiempo

## Discografía
Álbumes de estudio
- 1986: Look What the Cat Dragged In
- 1988: Open Up and Say... Ahh!
- 1990: Flesh & Blood
- 1993: Native Tongue
- 2000: Crack a Smile... and More!
- 2002: Hollyweird
- 2007: Poison'd!

Álbumes en directo
- 1991: Swallow This Live
- 2000: Power to the People
- 2008: Live, Raw & Uncut
- 2008: Seven Days Live

Álbumes recopilatorios
- 1996: Poison's Greatest Hits: 1986–1996
- 2003: Best of Ballads & Blues
- 2006: The Best of Poison: 20 Years of Rock
- 2011: Double Dose: Ultimate Hits

Box sets
- 2009: Poison – Box Set (Collector's Edition)
- 2010: Nothin' But a Good Time: The Poison Collection

## Tours
- Look What the Cat Dragged In Tour '86-'87 (Ratt, Cinderella, Loudness)
- Open Up and Say Ahh! Tour '88-'89 (David Lee Roth, Tesla, Lita Ford, Britny Fox)
- Flesh & Blood World Tour '90-'91 (Warrant, Don Dokken, Alice In Chains, BulletBoys, Trixter, Slaughter)
- Native Tongue World Tour '93-'94 (Damn Yankees, Firehouse, Wild Boyz)
- Greatest Hits Reunion Tour '99 (Ratt, Great White, L.A. Guns)
- Power to the People Tour 2000 (Cinderella, Dokken, Slaughter)
- Glam, Slam, Metal, Jam Tour 2001 (Warrant, Quiet Riot, Enuff Z'Nuff, Vince Neil, Great White, BulletBoys)
- Hollyweird World Tour 2002 (Cinderella, Winger, Faster Pussycat)
- Harder, Louder, Faster Tour 2003 (Vince Neil, Skid Row)
- Rock the Nation World Tour 2004 (Kiss, ZO2)
- 20 Years of Rock World Tour 2006 (Cinderella, Endeverafter)
- Poison'd Summer Tour 2007 (Ratt, Vains of Jenna)
- Live, Raw & Uncut Summer Tour 2008 (Dokken, Sebastian Bach)
- 42-city Summer Tour 2009 (Def Leppard, Cheap Trick)
- Glam-A-Geddon 25 Tour 2011 (Mötley Crüe, New York Dolls)
- Rock of Ages Tour 2012 (Def Leppard, Lita Ford)
- 30th Anniversary North American Comeback Tour 2017 (Def Leppard, Tesla)
- Nothing But a Good Time Tour 2018 (Cheap Trick, Pop Evil)